# Synaphris saphrynis
Synaphris saphrynis är en spindelart som beskrevs av Lopardo, Hormiga och Melic 2007. Synaphris saphrynis ingår i släktet Synaphris och familjen Synaphridae.
Artens utbredningsområde är Spanien. Inga underarter finns listade i Catalogue of Life.